# Der Dieb, der nicht zu Schaden kam (Film)
Der Dieb, der nicht zu Schaden kam ist ein Film des Schweizer Fernsehens nach der gleichnamigen Theaterkomödie von Dario Fo (Uraufführung 1958, italienischer Originaltitel: Non tutti i ladri vengono per nuocere) in der Übersetzung von Peter O. Chotjewitz.

## Handlung
Ein Dieb bricht in eine luxuriöse Villa ein, als dort plötzlich das Telefon klingelt: Maria, die Ehefrau des Diebs ist dran. Er beschwert sich, dass sie ihn immer bei der Arbeit anruft und beruhigt sie, dass die Wohnungsbesitzer übers Wochenende weggefahren sind.
Dann kommt auf einmal der Hausherr mit seiner Geliebten Julia nach Hause, und der Dieb muss sich in der grossen Standuhr verstecken. Maria ruft noch mal an, der Hausherr geht ran und durch Missverständnise glaubt sie, ihr Mann hätte ein Verhältnis mit Anna, der Ehefrau des Hausherrn, während dieser glaubt, der Mann sei kein Dieb, sondern ein von seiner Ehefrau engagierter Privatdetektiv, der ihn wegen seiner Affäre ausspioniert. Als plötzlich die Standuhr schlägt, fällt der Dieb vor Schreck heraus und der Hausherr bedroht ihn mit einer Pistole. Er kann den Hausherrn und Julia aber davon überzeugen, ein Dieb zu sein, worüber beide froh sind.
Dann kommt Anna nach Hause, und der Hausherr weist Julia und den Dieb an, sich als Ehepaar auszugeben, damit seine Affäre nicht auffliegt. Anna bietet den beiden daraufhin an, über Nacht zu bleiben, was der Dieb, sehr zum Ärger des Hausherrn, annimmt. Noch komplizierter wird die Lage, als Maria mit ihren Kindern vor der Tür steht und der Hausherr seiner Frau erklären muss, warum sein «Freund» zwei Ehefrauen hat.
Als sich gerade nur Anna im Wohnzimmer befindet, taucht ein weiterer Mann auf: Antonio, Annas Geliebter. Er glaubt, sie hätte ihn für einen anderen sitzenlassen, und als er den Dieb sieht, hält er diesen den Nebenbuhler. Doch dann, kurz bevor der Hausherr wiederkommt, zeigt der Dieb Antonio das Versteck in der Standuhr. Doch die schlägt kurz darauf wieder, Antonio fällt aus der Uhr und Julia erkennt ihn als ihren Ehemann. Alle vier (der Hausherr, Anna, Antonio und Julia) hatten also «über Kreuz» eine Affäre mit einer Hälfte des jeweils anderen Paares. Der Dieb versucht, die ganze Sache aufzuklären, doch wird von allen vieren daran gehindert: Alle bestehen darauf, dass alles nur ein grosses Missverständnis war, weil sie die bürgerlich-anständige Fassade ihrer Ehen aufrechterhalten wollen. Und so kommt der Dieb ungeschoren davon.
Die Kinder des Diebs haben inzwischen alles mit Dreck beschmiert, Julia hat überall Federn aus einer Bettdecke verteilt, überhaupt versinkt die ganze Wohnung im Chaos. Doch die beiden Ehepaare tun so, als wäre alles wieder in bester Ordnung. Da durchbricht der Film die die Vierte Wand: Kameras fahren ins Bild, die Kulissen stürzen ein, und eine Fernsehansagerin, die den Film abmoderieren will, bekommt auch noch etwas Dreck und Federn ab.

## Abweichung von der Vorlage
In Dario Fos Drama taucht am Schluss ein zweiter Dieb auf, den die vier aber mit dem ersten Dieb verwechseln. Dafür sind die Kinder von Maria und dem Dieb nicht Teil des Stücks.